# Lianzhou, Doumen
Lianzhou (kinesiska: 莲洲) är en köping i sydöstra Kina. Den ligger i stadsdistriktet Doumen i staden Zhuhai i provinsen Guangdong,  omkring 91 kilometer söder om provinshuvudstaden Guangzhou. Antalet invånare är 34 681. Befolkningen består av 16 990 kvinnor och 17 691 män. Barn under 15 år utgör 13,0 %, vuxna 15-64 år 75 %, och äldre över 65 år 10,0 %.